# Rani Bheemuck
Rani Bheemuck est une actrice française, d'origine mauricienne issue de la diaspora indienne, née le 22 octobre 1987 à Chamonix-Mont-Blanc en Haute-Savoie.

## Biographie

### Enfance
Rani Bheemuck passe son enfance dans la vallée de l'Arve, à Chamonix en Haute-Savoie. Elle pratique dès son jeune âge le ski alpin, l'escalade. Elle parle couramment l'anglais et le créole mauricien.
La jeune Chamoniarde découvre le théâtre à la MJC de Chamonix et y prend des cours en parallèle de sa scolarité au collège, puis poursuit cet apprentissage au lycée Gabriel Fauré à Annecy.

### Formation
Portée par l’envie de devenir comédienne depuis l’adolescence, Rani Bheemuck s’installe à Paris et suit des cours d’art dramatique aux Ateliers du Sudden avec Raymond Acquaviva. Elle se forme également pour jouer en anglais, dans des master class dirigées par Jordan Beswick, ainsi qu'à l'Actors Center à Londres avec Scott Williams et Niki Flaks.

### Carrière
Rani Bheemuck fait ses débuts sur les planches dans des pièces de Rémi Deval : Les gros yeux et quand deux piétons s’emmêlent… dont elle est co-metteur en scène, et dans Salades décomposées.
La jeune comédienne se produit au théâtre d’Albertville, devant 800 personnes, dans le spectacle Rani et Rémi ne manquent pas d’R, qu’elle a écrit et mis en scène en compagnie de Rémi Deval.
Alors âgée de 21 ans, l’actrice fait ses premiers pas au cinéma dans le rôle principal du film Eject de Jean-Marc Vincent, où elle campe une journaliste de télévision prénommée Samantha.
Le grand public la découvre dans la saison 7 de la série télévisée Plus belle la vie sur France 3 en 2010. L’artiste porte une intrigue sur l’esclavage moderne, sous les traits de Bunna, une jeune femme sans papiers.
À la télévision, Rani Bheemuck joue ensuite dans des téléfilms et séries tels que : Les hommes de l'ombre de Jean-Marc Brondolo, avec Gregory Fitoussi comme partenaire de jeu ; Harcelée de Virginie Wargon, où elle donne la réplique à Armelle Deutsch (prix du meilleur scénario au Festival de la fiction TV de La Rochelle, en 2016) ; Munch de Nicolas Guicheteau, aux côtés d’Isabelle Nanty ; ou encore Nox de Mabrouk El Mechri, où elle dialogue avec Malik Zidi.
L’actrice tourne également pour le cinéma dans des longs-métrages comme Chinese Zodiac, où elle est dirigée par Jackie Chan ; Telle mère, telle fille de Noémie Saglio, aux côtés de Camille Cottin ; ou Versus de François Valla, avec Jules Pélissier en tant que partenaire de jeu.
De 2015 à 2016, la comédienne est membre de La troupe à Palmade de Pierre Palmade.
Depuis l’été 2017, Rani Bheemuck fait partie de la distribution principale de la série télévisée Demain nous appartient sur TF1. Elle incarne Lou, une avocate qui est mère d’une jeune enfant. Ce rôle lui permet notamment, à une heure de grande écoute, d’évoquer des sujets de société comme la dépression post-partum,. L'actrice est d’ailleurs au casting du premier première partie de soirée issu de la série, Le Piège de Thierry Peythieu.
Le temps d'un épisode, elle interprète le personnage de Pooja, une développeuse d’applications mobiles, dans la saison 2 de Plan cœur,,, réalisé par Renaud Bertrand et diffusé dans le monde entier sur Netflix, où elle donne la réplique à Sabrina Ouazani.
En 2020, toujours en parallèle de sa présence dans Demain nous appartient, Rani Bheemuck campe le rôle d'Ophélie, une jeune laborantine, dans le téléfilm Meurtres à Cayenne de Marc Barrat, diffusé sur France 3, aux côtés de Philippe Caroit et Nadège Beausson-Diagne. Aussi, elle incarne Cindy, une technicienne de la police scientifique, dans l’épisode Contre Tous, de la série Balthazar, réalisé par Franck Brett et diffusé sur TF1, avec Hélène de Fougerolles comme partenaire de jeu.
En 2023, Rani Bheemuck revêt la robe de juge pour 66-5, nouvelle Création Originale de la rentrée pour Canal+, aux côtés entre autres d'Alice Isaaz, Raphaël Acloque et Naïlia Harzoune. Ecrite par la scénariste d'Engrenages Anne Landois, et réalisée par Danielle Arbid et Keren Ben Rafael, la série nous plonge dans le monde des juges et des avocats du tribunal de Bobigny, en Seine-Saint-Denis.
Depuis plusieurs années, l'artiste est régulièrement invitée dans des festivals : Séries Mania, le Mobile film festival, le Festival libres émois du film court et du documentaire (membre du jury en 2018), le Festival international du film policier de Liège (membre du jury en 2019).

## Filmographie
Sauf indication contraire, les informations mentionnées dans cette section peuvent être confirmées par la base de données cinématographiques IMDb,  présente dans la section « Liens externes ».

### Cinéma
- 2008 : What if God was One of Us, court-métrage de Rémy Caetano : Luxure
- 2010 : Eject de Jean-Marc Vincent : Samantha
- 2010 : Manigances, court-métrage de Simon Briand : La femme
- 2012 : Il était une fois, une fois de Christian Merret-Palmair : La fêtarde
- 2012 : Chinese Zodiac de Jackie Chan : La journaliste
- 2014 : Yves Saint Laurent de Jalil Lespert : Mannequin défilé 1962 (non créditée)
- 2014 : Dipali, court-métrage de Clémentine Isaac : Dipali
- 2016 : Débarquement immédiat : Une passagère de l'avion
- 2016 : Telle mère, telle fille de Noémie Saglio : La puéricultrice
- 2017 : Les Ex de Maurice Barthélémy : Pauline
- 2017 : L'Un dans l'autre de Bruno Chiche : La vendeuse
- 2019 : Versus de François Valla : Kali

### Télévision
- 2010 : Plus belle la vie, série créée par Hubert Besson, Georges Desmouceaux, Bénédicte Achard, Magaly Richard-Serrano et Olivier Szulzynger, saison 7 : Bunna Rizal
- 2011 : Interpol, épisode Au pied du mur  réalisé par Éric Summer : Aishu
- 2011 : Le Jour où tout a basculé, épisode J'ai escroqué mon assurance (Péridurale) réalisé par Olivier Abid : Sofia
- 2012 : Jeux dangereux de Régis Musset : Hôtesse accueil Magelan
- 2012 : Fais pas ci, fais pas ça , épisode On ne badine pas avec l'amour réalisé par Laurent Dussaux : L'hôtesse indienne
- 2013 : Les Délices du Monde d'Alain Gomis : Sipra
- 2014 : Les Hommes de l'ombre, série créée par Dan Franck, Frédéric Tellier, Charline de Lépine et Emmanuel Daucé, saison 2 : Virginie
- 2015 : Presque parfaites, mini série de Gabriel Julien-Laferrière, épisodes 1 et 2 : Vendeuse Prada
- 2016 : Le Bureau des légendes, saison 2, épisodes 5 et 6 réalisés par Élie Wajeman et Éric Rochant : Femme DO
- 2016 : Harcelée de Virginie Wagon : l'avocate de Karine
- 2017 : Munch, épisode Dernière danse réalisé par Nicolas Guicheteau : Capitaine Bertre
- 2017 - 2021 : Demain nous appartient, série créée par Frédéric Chansel, Laure de Colbert, Nicolas Durand-Zouky, Éline Le Fur, Fabienne Lesieur et Jean-Marc Taba : Lou Clément
- 2018 : Nox, saison 1, épisode 2 réalisé par Mabrouk El Mechri : Nilam
- 2019 : Plan cœur, saison 2, épisode 4 réalisé par Noémie Saglio et Renaud Bertrand : Pooja
- 2020 : Meurtres à Cayenne de Marc Barrat : Ophélie Tinkali
- 2020 : Balthazar, épisode Contre tous (Saison 3, épisode 4) : Cindy Lopez
- 2021 : La Maison d'en face (série télévisée) de Lionel Bailliu :  Sophie Letellier
- 2021 : L'Homme de nos vies de Frédéric Berthe : Solenn
- 2023 : 66-5 d’Anne Landois : juge Sofia Bokobza
- 2024 : Je ne te dirai plus oui, Endy (court-métrage de 06:02 disponible sur Youtube réalisé par Lorie pester)

## Théâtre
- 2007 : Les Gros Yeux et Quand deux piétons s'emmêlent… de Rémi Deval dans une mise en scène de Rani et Rémi
- 2008 : Salades décomposées de Rémi Deval, mise en scène de Claire Toucour, Théâtre de Nesle
- 2009 : Rani et Rémi ne manque pas d'R de Rémi Deval, mise en scène de Claire Toucour au Théâtre de la Petite Loge